# Offentliga och privata sektorns funktionärsförbund
Offentliga och privata sektorns funktionärsförbund (finska: Julkis- ja yksityisalojen toimihenkilöliitto, Jyty) är ett finländskt fackförbund. 
Offentliga och privata sektorns funktionärsförbund grundades 1918 som Kommunaltjänstemannaförbundet (finska: Kunnallisvirkamiesliitto) och antog sitt nuvarande namn 2004. Förbundet, som tillhör Tjänstemannacentralorganisationen, hade detta år drygt 300 medlemsorganisationer med totalt omkring 70 000 medlemmar, av vilka omkring 85 procent var kvinnor. Nuvarande ordförande  (sedan 2010) är Maija Pihlajamäki.